# حسيد (فرع العدين)

تعديل مصدري - تعديل

حسيد هي إحدى قرى عزلة العاقبة بمديرية فرع العدين التابعة لمحافظة إب، بلغ تعداد سكانها 1362 نسمة حسب تعداد اليمن لعام 2004.